# Giardia
Giardia sau lamblia (Giardia) este un gen de protozoare flagelate care trăiește în intestinul subțire al omului și al animalelor. Are două forme: trofozoid și chist.
Trofozoidul, cu dimensiuni cuprinse între 10-12µ și 5-7µ, este piriform, seamănă cu o pară tăiată longitudinal, fața plată reprezentând suprafața ventrală. Are patru perechi de flageli, care pornesc din corpusculii bazali, doi nuclei, situați în regiunea anterioară și două ventuze folosite pentru a se atașa la peretele intestinal. În partea posterioară se află o formațiune cu aspectul unei virgule, corpusculul median. Giardia este obișnuit inofensivă, dar, ocazional, poate cauza o boală numită giardiază. Specia parazită la om: Giardia lamblia (Giardia  intestinalis).
Genul giardia a fost numit după Alfred Mathieu Giard (1846–1908), biolog francez, iar termenul de lamblia după Vilém Dušan Lambl (1824 - 1895), medic ceh.